# IFK Sundsvall
Maillots
Dernière mise à jour : 19 décembre 2011.
L'IFK Sundsvall est un club suédois de football basé à Sundsvall qui joue actuellement en Division 3 (cinquième division suédoise).
Le club évolue en première division suédoise de 1976 à 1977, puis lors de l'année 1979, et enfin de 1980 à 1981.

## Historique
- 22 février 1895 : fondation du club

## Anciens joueurs
- Reine Almqvist
- Bo Börjesson
- Jan Eriksson